# فرودگاه بیاریتس – انگلت – بییون
فرودگاه بیاریتس – انگلت – بییون (به انگلیسی: Biarritz – Anglet – Bayonne Airport) (به زبان بومی: Aéroport de Biarritz - Anglet - Bayonne) یک فرودگاه همگانی با کد یاتا BIQ است که یک باند فرود آسفالت دارد و طول باند آن ۲۲۵۰ متر است. این فرودگاه در شهر بیاریتز کشور فرانسه قرار دارد و در ارتفاع ۷۵ متری از سطح دریا واقع شده‌است.

## شرکت‌های هواپیمایی و مقصدهای پروازی
| شرکت‌های هواپیمایی                                          | مقصدهای پروازی                                                   |
| ---------------------------------------------------------- | ---------------------------------------------------------------- |
| ایر فرانس                                                  | اورلی فصلی: مارسی پروانس                                         |
| بریتیش ایرویز                                              | فصلی: هیترو لندن                                                 |
| ایزی‌جت                                                     | شارل دوگل پاریس فصلی: لیل، گاتویک، لوتن لندن، لیون-سینت اگزوپری  |
| easyJet Switzerland                                        | فصلی: بازل-مولوز-فرایبورگ اروپا                                  |
| Etihad Regional اجرا توسط Darwin Airline                   | فصلی: ژنو                                                        |
| فن‌ایر                                                      | فصلی: هلسینکی                                                    |
| فلای‌بی                                                     | فصلی: بیرمنگام، ساوت‌همپتون                                       |
| هاپ!                                                       | لیون-سینت اگزوپری، شارل دوگل پاریس فصلی: ژنو، لیل، نیس کوت دازور |
| ایبریا ایرلاین اجرا توسط ایر نوستروم                       | مادرید-باراخاس                                                   |
| لوکزایر                                                    | فصلی: لوگزامبورگ - فیندل                                         |
| رایان‌ایر                                                   | بروکسل جنوب شرلروآ، استانستد لندن فصلی: دوبلین، استکهلم-اسکاوستا |
| هواپیمایی اسکاندیناوی                                      | فصلی: کپنهاگ، استکهلم-آرلاندا                                    |
| سوئیس اینترنشنال ایرلاینز اجرا توسط سوئیس گلوبال ایر لاینز | فصلی: ژنو                                                        |
| ولوتی                                                      | فصلی: استراسبورگ                                                 |